# Gascoyne Scarlet
Gascoyne Scarlet är en äppelsort av engelskt ursprung. Äpplet, vars kött är vitt, passar lika bra som ätäpple, som köksäpple. Blomningen är sen, och äpplet pollineras av bland andra Cox Orange, Filippa, Guldparmän och James Grieve. I Sverige odlas Gascoyne Scarlet gynnsammast i zon I-II. Sorten sägs vara identisk med  sorten Josef Musch.  C-vitamin 17mg/100 gram. Syra 1,16%. Socker 11,9%.